# Пограничная академия ФСБ России
Пограничная академия ФСБ России — высшее военно-учебное заведение, основанное 30 ноября 1923 года, осуществляющее подготовку и переподготовку руководящих и научных кадров для Пограничной службы Федеральной службы безопасности Российской Федерации.
День годового праздника — 30 ноября.

## Основная история

### Советская история
30 ноября 1923 года Постановлением Совета народных комиссаров СССР в городе Москва была создана Высшая пограничная школа ОГПУ при СНК СССР для подготовки руководящих работников командного и оперативного звена для пограничной охраны. Первым начальником школы был назначен чекист И. К. Опанский, в  1924 году вторым руководителем школы был назначен Я. К. Ольский при котором и состоялся первый выпуск школы. В 1925 году в Высшей пограничной школе были созданы шестнадцать лабораторий по вопросам связанным с военной администрацией, артиллерией, связью, топографией, экономикой, общей тактикой и тактикой морских частей и конным делом. Для проведение практических занятий слушатели школы направлялись для стажировки в состав пограничных округов.
В 1926 году начальником Высшей пограничной школы стал руководящий работник ОГПУ З. Б. Кацнельсон, занявший в декабре 1925 года после Я. К. Ольского должность начальника Отдела пограничной охраны ОГПУ и главного инспектора войск ОГПУ (с августа 1926 года — Главного управления пограничной охраны и войск ОГПУ). С его переходом в апреле 1929 года на должность заместителя полномочного представителя ОГПУ по Северо-Кавказскому краю такое совмещение постов прекратилось и в дальнейшем Высшую пограничную школу возглавляли, как правило, строевые командиры. Первыми из них были комбриги С. Д. Баранский и Р. К. Лепис.
С 1932 по 1940 год  Высшей пограничной школой было подготовлено более двухсот пятьдесяти преподавателей, а выпускниками школы стали тысячи офицеров погранвойск. 25 декабря 1933 года постановлением ЦИК СССР, Высшая пограничная школа ОГПУ была награждена Почётным знаком «ВЧК—ОГПУ» и ей было присвоено имя заместителя председателя ОГПУ Г. Г. Ягоды, 14 апреля 1937 года имя репрессированного Г. Г. Ягоды было снято со школы.
К 1940 году из ста восьмидесяти офицеров постоянного состава Высшей пограничной школы, семьдесят девять офицеров имели высшее военное и общее образование, а пятьдесят девять офицеров  заочно обучались в военных академиях РККА. 25 декабря 1943 года Указом Президиума Верховного Совета СССР Высшая пограничная школа НКВД была награждена Орденом Красного Знамени а 22 марта 1946 года — Орденом Ленина.
После окончания Великой Отечественной войны в июле 1946 года Высшая офицерская школа МВД СССР Постановлением Совета Министров СССР была реорганизована в Военный институт МВД СССР с передачей ему по преемственности орденов Ленина и Красного Знамени. В 1949—1953 годы после возвращения погранвойск в систему госбезопасности главное учебное заведение погранвойск именовалось Военным институтом МГБ СССР. 2 апреля 1957 года название института стало — Ордена Ленина Краснознаменный Военный институт КГБ при Совете Министров СССР,  а 31 декабря 1957 года институту было присвоено имя Ф. Э. Дзержинского.
1 октября 1960 года на основании Постановления Совета Министров СССР и приказа КГБ при СМ СССР от 22 января 1960 года «Об упорядочении подготовки и переподготовки кадров органов государственной безопасности и сокращении численности учебных заведений КГБ при СМ СССР»  Ордена Ленина Краснознаменный Военный институт КГБ при СМ СССР имени Ф. Э. Дзержинского был ликвидирован а слушатели Пограничного факультета начали проходить своё обучение на военном факультете Высшей школы КГБ при СМ СССР.
Личный состав Военного факультета Высшей школы КГБ при СМ СССР составляли сто четыре офицера-преподавателя. 17 апреля 1962 года на базе военного факультета был создан пограничный факультет. В составе факультета было две кафедры: оперативно-тактической подготовки и тактики пограничных войск, в структуру факультета так же входили: Курсы усовершенствования офицерского состава с высшим военным или специальным образованием и Курсы переподготовки офицерского состава со средним военным образованием. Руководителями факультета являлись генералы П. Г. Гришин и Е. В. Рыжков.
24 сентября 1965 года Постановлением Совета Министров СССР на базе пограничного факультета были созданы Высшие пограничные командные курсы.
Высшие пограничные командные курсы входили в структуру Московского высшего пограничного командного училища КГБ при Совете Министров СССР а 1 октября 1966 года непосредственно Главному управлению Пограничных войск КГБ СССР. 11 июля 1990 года Постановлением Совета Министров СССР курсы были преобразованы в Ордена Ленина Краснознаменный Всесоюзный институт повышения квалификации офицерского состава пограничных войск КГБ СССР. Структура института включала в себя докторантуру и адъюнктуру, четыре кафедры: тактики пограничных войск, оперативно-тактической подготовки, спецдисциплин, инженерного и технического обеспечения и марксизма-ленинизма. Два факультета: повышения квалификации офицерского состава и подготовки педагогических кадров. При институте действовали курсы переподготовки и усовершенствования кадров, а так же Учебный центр специального назначения, по подготовке офицерских кадров для охраны посольств и дипломатических ведомств.

### Постсоветский и новейший период
16 февраля 1992 года Указом Президента Российской Федерации и Постановлением Правительства Российской Федерации Ордена Ленина Краснознаменный Всесоюзный институт повышения квалификации офицерского состава пограничных войск КГБ СССР был преобразован в Ордена Ленина Краснознаменную Академию Пограничных войск МБ России, в 1993 году в Военный институт пограничных войск академии ФСК России. 
9 апреля 1994 года Указом Президента Российской Федерации «В связи с образованием самостоятельной Федеральной пограничной службы России и в целях  усовершенствования системы подготовки офицерских и научных кадров пограничных войск» Военный институт пограничных войск академии ФСБ был преобразован в самостоятельную Академию  ФПС России. В 1994 году научный потенциал Академии ФПС России состоял из ста кандидатов и докторов наук, шестнадцати профессоров, шестидесяти доцентов и восьми академиков. В 1997 году было уже сто семь кандидатов и докторов наук, девятнадцать профессоров и двенадцать академиков. В 2001 году научный потенциал академии составлял из сто сорока двух кандидатов и докторов наук, пятидесяти девяти доцентов, двадцати девяти профессоров и восемнадцати академиков.
1 июля 2003 года в связи с ликвидацией Федеральной пограничной службы и создании на её базе Пограничной службы Федеральной службы безопасности Российской Федерации, Академия ФПС России была преобразована в Пограничную академию ФСБ России.

## Руководители
Высшая пограничная школа ОГПУ
- 1923—1924 — И. К. Опанский
- 1924—1926 — Я. К. Ольский
- 1926—1929 — комиссар ГБ 2-го ранга З. Б. Кацнельсон
- 1929—1934 — комбриг Р. К. Лепсис

Высшая пограничная школа НКВД
- 1934—1939 — комбриг С. Д. Барановский

Высшая школа войск НКВД и Высшая офицерская школа войск НКВД
- 1939—1941 — генерал-майор Д. В. Крамарчук
- 1941—1942 — полковник ГБ Н. В. Смирнов
- 1942—1943 — генерал-майор А. И. Гульев
- 1944 — генерал-майор А. В. Воробейков
- 1944—1946 — генерал-лейтенант И. С. Шередега

Военный институт МГБ
- 1946 год — генерал-лейтенант М. П. Марченков
- 1946—1947 — генерал-майор Н. П. Никольский
- 1947—1954 — генерал-лейтенант Ф. Я. Соловьев

Военный институт МВД и Военный институт КГБ при СМ СССР
- 1954—1958 — генерал-лейтенант Н. А. Веревкин-Рахальский
- 1958—1960 — генерал-лейтенант (впоследствии генерал армии) Г. К. Цинев.

Военный — пограничный факультет
- 1960—1962 — генерал-майор П. Г. Гришин
- 1962—1965 — генерал-майор Е. В. Рыжков

Высшие пограничные командные курсы — Всесоюзный институт повышения квалификации офицерского состава ПВ КГБ СССР
- 1966—1970 — генерал-майор Г. И. Алейников
- 1970—1975 — генерал-майор И. Г. Борец
- 1975—1983 — генерал-майор В. Т. Щур
- 1983—1985 — генерал-лейтенант Н. И. Макаров
- 1985—1986 — генерал-лейтенант Ю. А. Нешумов
- 1986—1992 — генерал-лейтенант Н. И. Макаров

Академия Пограничных войск МБ — Военный институт академии ФСК — Академия ФПС
- 1992—1994 — генерал-лейтенант М. А. Барыбин
- 1994—1996 — генерал-полковник Н. Ф. Лукашевич
- 1996—1998 — генерал-лейтенант К. В. Тоцкий

Пограничная академия ФСБ
- с 2015 — генерал-лейтенант О. И. Костриков

## Известные выпускники и преподаватели
- Бояринов, Григорий Иванович
- Вагин, Леонид Иванович
- Ветчинкин, Кузьма Фёдорович
- Власов, Михаил Маркович
- Володин, Анатолий Иванович
- Гребенник, Кузьма Евдокимович
- Дудка, Лука Минович
- Дунаев, Сергей Илларионович
- Еншин, Михаил Александрович
- Зиновьев, Иван Дмитриевич
- Казакевич, Даниил Васильевич
- Карлов, Фёдор Васильевич
- Катериничев, Алексей Викторович
- Кузнецов, Николай Алексеевич
- Леонов, Демократ Владимирович
- Матронин, Василий Иванович
- Панков, Борис Никифорович
- Ракутин, Константин Иванович
- Родионов, Владимир Аркадьевич
- Соловьёв, Иван Владимирович
- Фирсов, Павел Андреевич
- Еншин, Михаил Александрович

## Награды и знаки отличия
- 25 декабря 1933 года
- 25 декабря 1943 года
- 22 марта 1946 года
- 30 ноября 2023 года